# Maarif (M'Sila)
Maarif (în arabă المعاريف) este o comună din provincia M'Sila, Algeria.
Populația comunei este de 13.269 de locuitori (2008).